# Нахалёнок (фильм)
«Нахалёнок» — телевизионный художественный фильм режиссёра Евгения Карелова, снятый и поставленный по мотивам одноимённого рассказа Михаила Шолохова на киностудии «Мосфильм» (Творческое объединение телевизионных фильмов) в 1961 году.

## Сюжет
После долгих четырёх лет войны в родную станицу возвращается бывший пастух Фома Коршунов. Его прочат в председатели Совета, что вызывает беспокойство у зажиточных казаков. Через соседей ему предлагают деньги на покупку небольшого хутора, но Фоме ясно, что таким образом от него хотят избавиться враги новой власти.
Сын Коршунова — Мишутка, по прозвищу «Нахалёнок», во всём хочет быть похожим на своего отца. Когда в станицу вошли красноармейцы, он со слезами на глазах просил командира отряда взять его с собой.
С помощью сельских активистов и в первую очередь Фомы, прибывшие солдаты отобрали излишки зерна, доставая мешки из тайников и скрытых мест. В отместку кулаки позвали бандитов, организовавших ночной налёт. В числе убитых был и отец Мишки.
Мальчик сел на коня, приведённого дедом, и поскакал звать на помощь расположившихся невдалеке красноармейцев. Едва уйдя от бандитского преследования, Мишка на рассвете добрался до своих.

## В ролях
- Владимир Семёнов — Мишка Коршунов («Нахалёнок»)
- Даниил Нетребин — Фома Акимович Коршунов, отец Миши
- Вера Бурлакова — Мария Коршунова, мать Миши
- Даниил Ильченко — Аким Игнатьевич Коршунов, дед Миши
- Пётр Савин — совслужащий, чужак для станишников
- Владимир Гусев — комбат
- Виктор Колпаков — Влас
- Владимир Пицек — поп
- Эмма Цесарская — попадья
- Игорь Савельев — Витька, поповский сын

## Съёмочная группа
- Сценарий — Арнольд Витоль
- Постановка — Евгений Карелов
- Оператор — Герман Шатров
- Композитор — Василий Дехтерёв
- Текст песен — Сергей Гребенников, Николай Добронравов